# Взрослые дети алкоголиков
Взрослые дети алкоголиков (ВДА, ACA, ACoA, англ. Adult Children of Alcoholics) — сообщество, состоящее из людей, желающих выздоравливать от последствий взросления в алкогольной или другой дисфункциональной семье. Целью выздоровления является «эмоциональная трезвость».
Единственным условием для членства в ВДА является желание выздоравливать от этих последствий. Как и в других двенадцатишаговых программах, сообщество анонимно, существует на добровольные пожертвования участников, нейтрально по идеологическим вопросам (не связано ни с одной из конкретных религий и не имеет никакой политической принадлежности). Основой шагов и традиций сообщества являются шаги и традиции Анонимных Алкоголиков(АА).

## Люди с дисфункцией ВДА. Представленность в России и США и характерные особенности
В России ВДА как явление составляют от 25 до 50 % населения; в США около 40 % населения имеют в роду родственников-алкоголиков. Взрослые дети алкоголиков являются группой риска по заболеваемости алкогольной и другими зависимостями, группой риска с точки зрения возможности совершения суицида.

## История и развитие
Первоначально сообщество ВДА получило название "Пост-подросток" в деревне Минеола, Лонг-Айленд в 1973 году. Тони А. был одним из основателей и им был сформулирован список характерных особенностей взрослых детей из алкогольной или дисфункциональной семьи (в оригинале англ. The Laundry List, — букв. «список грязного белья», а по значению "проблема"). В основе ВДА лежат 12 шагов и 12 традиций AA.
Сегодняшнее название сообщества часто приписывается Джанет Г. Войтиц (1939 — 7 июня 1994), американскому психологу и исследователю, известной своими описаниями и лекциями о повзрослевших детях родителей-алкоголиков, в том числе книгой 1983 года «Взрослые дети алкоголиков» (англ. «Adult Children of Alcoholics»). Она же защитила докторскую диссертацию, в которой показала эффективность данной программы.
Терминология ВДА была также расширена доктором наук Тиан Дейтон за счёт ПТСР (посттравматического стрессового расстройства), в частности, в её книге «Синдром Травмы ВДА». В этой книге она описывает, как возникает боль от детских травм и как она получает своё развитие в зрелом возрасте у ВДА, как посттравматическая реакция на стресс. Детская боль, которая оставалась относительно спящей в течение десятилетий может вновь проявиться как реакция на возникновение близких отношений. "Так же, как выстрел из выхлопной трубы автомобиля запускает у солдата бессознательное воспоминание о стрельбе, когда ВДА взрослеют и вступают в близкие отношения и становятся родителями, уязвимость, зависимость и близость этих отношений может стать триггером проявления непрожитой и бессознательной детской боли".
Первые группы ВДА появились в Нью-Йорке около 1978 года.
В 1990-е годы организация активно росла, в 1989 году проходило до 1300 собраний ВДА, и к 2003 году организация насчитывала около 40 000 членов. В 2014 году было зарегистрировано 1 300 групп ВДА по всему миру, около 780 из них в США.
ВДА — это терапевтическая программа, фокусирующая человека на заботе о самом себе и становлении любящим родителем для своего раненого внутреннего ребенка. Она нацелена на то, что человек выстроит себя заново, возьмёт за это личную ответственность, неизменно отстаивая своё право на здоровую жизнь и активно работая над изменениями, необходимыми для её достижения. Позиция сообщества ВДА заключается не в том, чтобы поддерживать у своих членов чувство "жертвы", а в практическом рассмотрении семейной дисфункции, как заболевания, передающегося из поколения в поколение и шаблона поведения, который может быть исцелён и изменён.
Благодаря общению в сообществе, поддержке спонсоров (наставников) и других членов ВДА, а также чтению программной литературы, участники сообщества приходят к пониманию, что даже самые раненые из них имеют своих внутренних детей, достойных любви и исцеления. Суть сообщества и осознанность его участников связаны с честным признанием трудностей и искренним состраданием к ним.

## Сообщество
Сообщество ВДА основывается на 12 шагах и 12 традициях. Вопросы того как, когда и где проводятся собрания и кто их проводит, в ВДА решаются также как и в АА.
"Большая часть собраний ВДА проводится неформально, в школьных классах или церковных залах, по вечерам или в выходные дни. В редких случаях в дорогостоящих реабилитационных центрах. ВДА симпатизирует им, но между тем не является частью движения АА. Собрания ВДА проводятся группами без лидеров, путём обмена опытом, инсайтами, включая чтение соответствующей программной литературы для их углубления. Для ВДА такие группы становятся расширенной семьёй и оказывают им безоговорочную поддержку, которую ВДА никогда не испытывали. Группа в целом предоставляет практическую помощь в приобретении навыков повседневного межличностного общения и преодоления сложных ситуаций, а, с ними, личной эффективности – базовой потребности. Группа также обеспечивает чувство единства, общности интересов, какое может предложить лишь небольшая часть современных сообществ. Это чувство общности является ещё одной из базовых потребностей. Членство в сообществе – это результат ощущения потребности, а не приговор. АА объясняют это просто: "люди нуждаются в людях".

## Программа ВДА
Суть проблемы: "Регулярно посещая собрания, вы постепенно придёте к пониманию того, чем на самом деле является семейный алкоголизм или семейная дисфункция: это болезнь, которой вы заразились в детстве, и которая продолжает влиять на вас во взрослой жизни".
Целью работы по программе является эмоциональная трезвость.
В 2006 г. сообщество ВДА опубликовало книгу на 646 страницах, описывающую в деталях, что представляет собой программа и как она работает.

## Рекомендации
"Вокруг групп АА сформировались различные подгруппы поддержки семей: Ал-Анон ... Алатин ... а также группы для взрослых детей, ВДА. Когда их участники обнаруживают, что не одиноки в своих проблемах это становится для них огромным подспорьем, а контакт с другими участниками с теми же жизненными трудностями может помочь им выйти из минимизации и отрицания проблемы".
Доктор Джанет Г. Войтиц, автор книги «Взрослые дети алкоголиков» (англ. «Adult Children of Alcoholics»), поддержала программу ВДА.
В ноябре 1985 г. сообщество ВДА отпраздновало свой первый юбилей – год в качестве официальной организации в Южной Калифорнии. Но к тому времени собрания ВДА уже проводились на неофициальной основе в Лос-Анджелесе в течение более пяти лет, помогая людям из числа примерно 50 миллионов взрослых детей, выросших в семьях алкоголиков.

Посещать группы ВДА часто рекомендуют психотерапевты, а адреса местных собраний легко найти с помощью поиска в Интернете.